# Campionato di calcio di Hong Kong
Il campionato di calcio di Hong Kong è la principale competizione calcistica di Hong Kong.

## Storia
È uno dei più antichi d'Asia anche se, a causa della perdita di molti dati antecedenti il 1945, la federazione considera ufficiali solo i titoli ottenuti da quella data in poi.
Il campionato è composto da quattro divisioni: la prima, la Hong Kong First Division League, fu creata nel 1908 mentre l'anno seguente nacque la Hong Kong Second Division League. La terza divisione, inaugurata nel 1951, si compone di due raggruppamenti (Hong Kong Third A Division League e Hong Kong Third District Division League) mentre la quarta divisione (Hong Kong Fourth Division League), esistita brevemente tra il 1955 ed il 1956, verrà reintrodotta a partire dalla stagione 2012-2013. I calciatori di massima divisione sono professionisti.
La Hong Kong Football Association, fondata nel 1914, organizza tutti i tornei; il Paese dispone di due posti per la Coppa dell'AFC. Anche dopo la riunificazione alla Cina, avvenuta nel 1997, le squadre di Hong Kong non disputano nessuna competizione calcistica cinese.

## Struttura
| Livello | Livello | Serie                                    | Serie                                    | Serie                                    | Serie                                    | Serie                                    | Serie                                    | Serie                                    | Serie                                    | Serie                                    | Serie                                    | Serie                                    | Serie                                    | Serie                                    | Serie                                    | Serie                                    | Serie                                    | Serie                                    | Serie                                    |
| ------- | ------- | ---------------------------------------- | ---------------------------------------- | ---------------------------------------- | ---------------------------------------- | ---------------------------------------- | ---------------------------------------- | ---------------------------------------- | ---------------------------------------- | ---------------------------------------- | ---------------------------------------- | ---------------------------------------- | ---------------------------------------- | ---------------------------------------- | ---------------------------------------- | ---------------------------------------- | ---------------------------------------- | ---------------------------------------- | ---------------------------------------- |
| Pro-1   | Pro-1   | Hong Kong Premier League 11 squadre      | Hong Kong Premier League 11 squadre      | Hong Kong Premier League 11 squadre      | Hong Kong Premier League 11 squadre      | Hong Kong Premier League 11 squadre      | Hong Kong Premier League 11 squadre      | Hong Kong Premier League 11 squadre      | Hong Kong Premier League 11 squadre      | Hong Kong Premier League 11 squadre      | Hong Kong Premier League 11 squadre      | Hong Kong Premier League 11 squadre      | Hong Kong Premier League 11 squadre      | Hong Kong Premier League 11 squadre      | Hong Kong Premier League 11 squadre      | Hong Kong Premier League 11 squadre      | Hong Kong Premier League 11 squadre      | Hong Kong Premier League 11 squadre      | Hong Kong Premier League 11 squadre      |
| Dil-1   | Dil-1   | Hong Kong First Division League 12 club  | Hong Kong First Division League 12 club  | Hong Kong First Division League 12 club  | Hong Kong First Division League 12 club  | Hong Kong First Division League 12 club  | Hong Kong First Division League 12 club  | Hong Kong First Division League 12 club  | Hong Kong First Division League 12 club  | Hong Kong First Division League 12 club  | Hong Kong First Division League 12 club  | Hong Kong First Division League 12 club  | Hong Kong First Division League 12 club  | Hong Kong First Division League 12 club  | Hong Kong First Division League 12 club  | Hong Kong First Division League 12 club  | Hong Kong First Division League 12 club  | Hong Kong First Division League 12 club  | Hong Kong First Division League 12 club  |
| Dil-2   | Dil-2   | Hong Kong Second Division League 16 club | Hong Kong Second Division League 16 club | Hong Kong Second Division League 16 club | Hong Kong Second Division League 16 club | Hong Kong Second Division League 16 club | Hong Kong Second Division League 16 club | Hong Kong Second Division League 16 club | Hong Kong Second Division League 16 club | Hong Kong Second Division League 16 club | Hong Kong Second Division League 16 club | Hong Kong Second Division League 16 club | Hong Kong Second Division League 16 club | Hong Kong Second Division League 16 club | Hong Kong Second Division League 16 club | Hong Kong Second Division League 16 club | Hong Kong Second Division League 16 club | Hong Kong Second Division League 16 club | Hong Kong Second Division League 16 club |
| Dil-3   | Dil-3   | Hong Kong Third Division League 15 club  | Hong Kong Third Division League 15 club  | Hong Kong Third Division League 15 club  | Hong Kong Third Division League 15 club  | Hong Kong Third Division League 15 club  | Hong Kong Third Division League 15 club  | Hong Kong Third Division League 15 club  | Hong Kong Third Division League 15 club  | Hong Kong Third Division League 15 club  | Hong Kong Third Division League 15 club  | Hong Kong Third Division League 15 club  | Hong Kong Third Division League 15 club  | Hong Kong Third Division League 15 club  | Hong Kong Third Division League 15 club  | Hong Kong Third Division League 15 club  | Hong Kong Third Division League 15 club  | Hong Kong Third Division League 15 club  | Hong Kong Third Division League 15 club  |